# United States Fleet Cyber Command
Il Comando del Cyberspazio di flotta degli Stati Uniti / Decima Flotta (FLTCYBERCOM/TENTHFLT) è un comando dell'U.S. Navy, responsabile su tutte le attività spaziali e nel cyberspazio della U.S.Navy. Fornisce supporto al comando unificato dello U.S.Space Command.

## Missione
La missione del US Fleet Cyber Command è quella di pianificare, coordinare, integrare, sincronizzare, dirigere e condurre l'intero spettro di attività operative nel cyberspazio necessarie per garantire la libertà di azione in tutti i domini di combattimento della U.S.Navy dentro, attraverso e dal cyberspazio, e di negare lo stesso agli avversari della U.S.Navy.
La missione della Decima Flotta è pianificare, monitorare, dirigere, valutare, comunicare, coordinare ed eseguire operazioni per consentire il comando e controllo e impostare le condizioni per i comandi subordinati mediante:
Il servizio come flotta numerata per il US Fleet Cyber Command degli Stati Uniti ed esercitare il controllo operativo sulle forze assegnate al US Fleet Cyber Command degli Stati Uniti.
Dirigere e fornire gli effetti tattici e operativi desiderati nel e attraverso il cyberspazio, lo spazio e lo spettro elettromagnetico ai comandanti della U.S.Navy in tutto il mondo e garantire l'esecuzione con successo delle aree di missione assegnate al US Fleet Cyber Command degli Stati Uniti.
La missione del Comando Spaziale Navale (COMNAVSPACECOM) è quella di pianificare, integrare, coordinare e condurre operazioni nel dominio spaziale a tutto spettro per lo U.S.Space Command, di concerto con partner congiunti, inter-agenzia e altri. COMNAVSPACECOM, in coordinamento con USSPACECOM, stabilisce i requisiti operativi per le capacità spaziali per difendere la flotta, supportare le operazioni marittime, consentire libertà di manovra e imporre costi sugli avversari.

## Organizzazione

### Forze Operative
- Naval Information Warfighting Development Center (NIWDC), Naval Station Norfolk, Virginia
- Naval Communications Security Material System (NMCS), Andrews Air Force Base, Maryland

### Supporto Operativo

#### CTF 1010 Naval Network Warfare Command (NAVNETWARCOM)
- CTF 1010.1 Naval Computer and Telecommunications Area Master Station Atlantic (NCTAMS LANT)
  - NCTAMS LANT Detachment Baia di Guantanamo, Cuba
  - NCTAMS LANT Detachment Jacksonville, Florida
  - NCTAMS LANT Detachment Rota, Spagna
  - NCTAMS LANT Detachment Baia di Souda, Creta
  - Naval Computer and Telecommunications Station (NCTS) Hampton Roads
- CTF 1010.2 Naval Computer and Telecommunications Area Master Station Pacific (NCTAMS PAC), Joint Base Pearl Harbor-Hickam, Hawaii
  - NCTAMS PAC Detachment Guam
  - NCTAMS PAC Detachment San Diego
    - NCTAMS SCU Detachment Oklahoma City
- CTF 1010.5 Naval Computer and Telecommunications Station (NCTS) Bahrain
- CTF 1010.6 Naval Computer and Telecommunications Station (NCTS) Napoli
  - CTF 1010.6.1 Naval Computer and Telecommunications Station (NCTS) Sicilia, Italia
- CTF 1010.7 Naval Computer and Telecommunications Station (NCTS) Far East, Yokosuka, Giappone